# Hanno Brühl

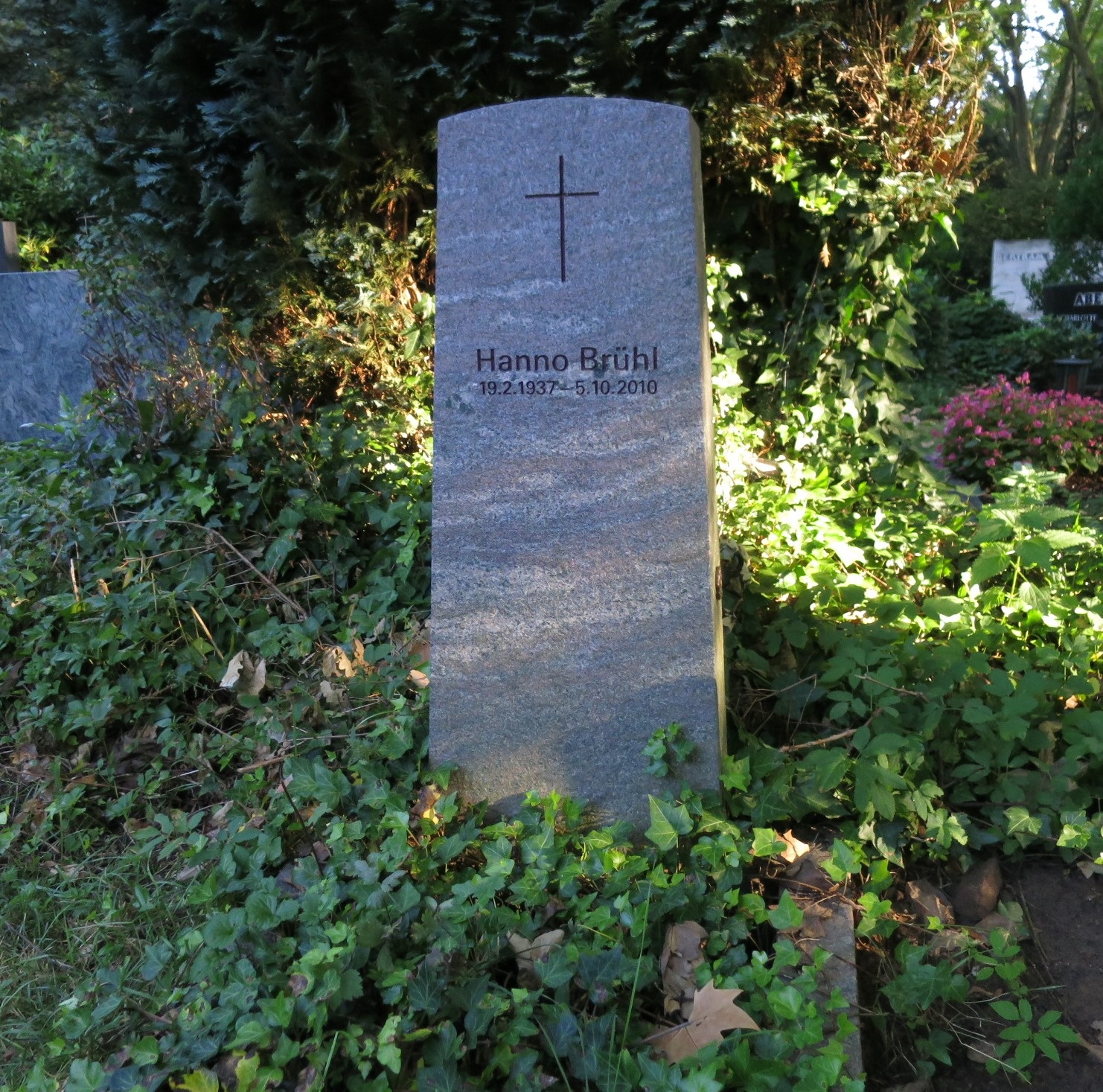
Grab von Hanno Brühl auf dem Friedhof Melaten

Hanno Brühl (* 19. Februar 1937 in São Paulo, Brasilien; † 5. Oktober 2010 in Köln) war ein deutscher Fernsehregisseur.

## Leben
Brühl kam als Kind mit seinen Eltern nach Deutschland. Nach dem Abitur studierte er Theaterwissenschaften. Er arbeitete zunächst als Regieassistent beim Theater und als Redakteur im Bereich Feature/Dokumentation für den WDR. Von 1964 an war er freier Regisseur und Autor, von 1975 bis 2002 fest angestellter Regisseur beim WDR.
Brühl setzte als Fernsehreporter und Dokumentarfilmer zahlreiche Kurz- und Experimentalfilme, Reportagen und viele Fernsehfilme um. Seit 1990 führte er in einer Reihe von Jugendspielfilmen verschiedener Autoren Regie.
Er ist der Vater des Schauspielers Daniel Brühl. Hanno Brühl starb am 5. Oktober 2010 und wurde auf dem Kölner Friedhof Melaten (Flur 55) beerdigt.

## Filme
- Verstorben am … (WDR, 1964)
- Familie Leitmüller (Serie) (SWF, 1966–1967)
- Nur für uns (Serie) (WDR, 1966–1967)
- Der Schulmeister (WDR, 1967)
- Swing-In (Serie) (WDR, 1969)
- Karl Münchinger über Karl Münchinger (SDR, 1969)
- Jugend'69 (Serie) (WDR, 1969)
- Pas de Deux (Kurzfilm) (1969)
- Der Truthahn – oder: 'Das Opfer überlebt den Schlächter' (WDR, 1969)
- Baff – Fast eine Sendung (Serie) (WDR, 1971)
- Farbe bekennen (Serie) (WDR, 1971)
- Die armen Reichen (WDR, 1971)
- Mein Arbeitsplatz ist nicht mein Arbeitsplatz (WDR, 1971)
- Hallo Partner – Der todsichere Weg in eine schöne neue Arbeitswelt (WDR, 1974)
- Mit geschlossenen Augen (WDR, 1980)
- Die andere Seite der Welt (WDR, 1984)
- Sehnsucht (WDR, 1990)
- Kahlschlag (WDR, 1993)
- Die Carlebachs – Eine Familiengeschichte (WDR, 1995)
- Absprung (WDR, 1996)
- Ausgerastet (Arte/WDR, 1996)
- Ich bieg dir’n Regenbogen: Rio Reiser – Rockpoet (WDR, 1997)
- Hin und weg (WDR, 1999)
- Herzrasen (WDR, 2001)
- Frieden war für mich ’n Stück Schokolade (WDR, 2003)
- 4 Schüler gegen Stalin: Eine Nachkriegsgeschichte aus Altenburg (WDR, 2005)
- Guernica (Arte, 2007)
- Remarque – Sein Weg zum Ruhm (WDR, 2008)